# Święta Rodzina

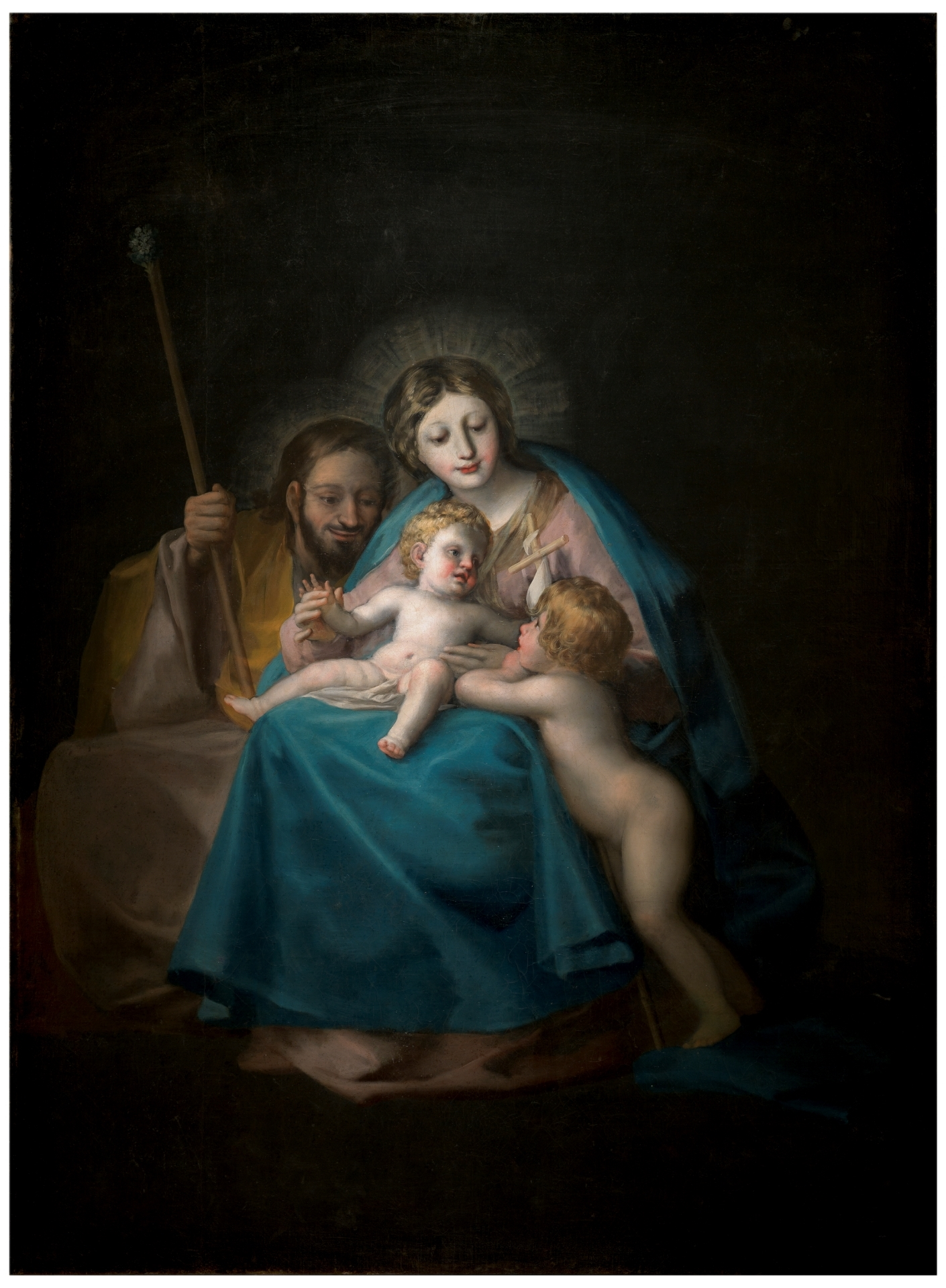
Święta Rodzina na obrazie Francisco Goi

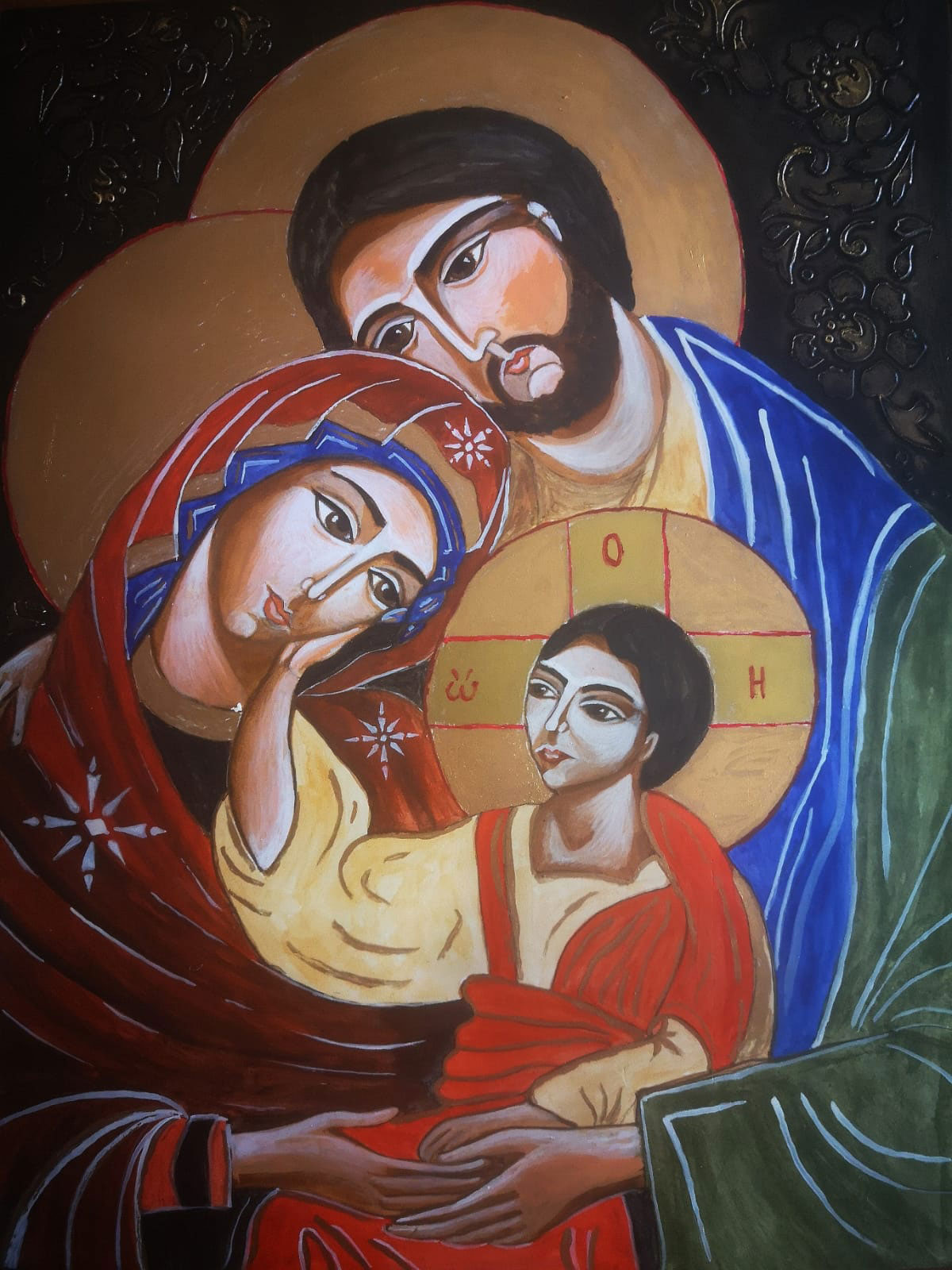
Święta Rodzina (rękodzieło)

Święta Rodzina, czasami nazywana też Najświętszą Rodziną – w teologii chrześcijańskiej rodzina, której członkami byli Jezus Chrystus, Najświętsza Maria Panna i święty Józef. Jak poświadcza Ewangelia Mateusza (zob. Mt 1, 16-17), genealogicznie pochodziła ona z rodu Dawida.
Już od czasów patrystycznych (m.in. w pismach Augustyna z Hippony, Piotra Chryzologa czy Hieronima ze Strydonu), chrześcijanie czcili Józefa jako Oblubieńca Maryi, a Maryję jako Oblubienicę Józefa. Chociaż oboje zachowywali dozgonną wstrzemięźliwość, tradycja katolicka uznała Świętą Rodzinę za wzór wszystkich chrześcijańskich rodzin, uosabiający „najdoskonalsze złączenie serc” w małżeństwie, komunię „pięknej miłości”, a zarazem proroczy znak wiecznego zjednoczenia osób w uwielbionym ciele, na wzór eschatologicznej relacji aniołów w niebie (zob. Mt 22, 30). Od wieków za teologicznie istotny uważano również fakt, iż Jezus Chrystus urodził się w rzeczywistości ludzkiej rodziny, jako dziecko poddane swoim ziemskim rodzicom. Nieco inny od katolickiego i prawosławnego punkt widzenia proponuje teologia protestancka, nie uznająca dogmatu o wieczystym dziewictwie Maryi. Na temat życia Świętej Rodziny mówi też część wczesnochrześcijańskich apokryfów, określanych często jako Ewangelia dzieciństwa.
W Kościele katolickim obchodzi się święto Świętej Rodziny w niedzielę w oktawie Bożego Narodzenia, a jeżeli w danym roku nie ma takiej niedzieli, dnia 30 grudnia. Z kultem Świętej Rodziny łączy się również praktyka wystawiania szopek bożonarodzeniowych.

## W Piśmie Świętym

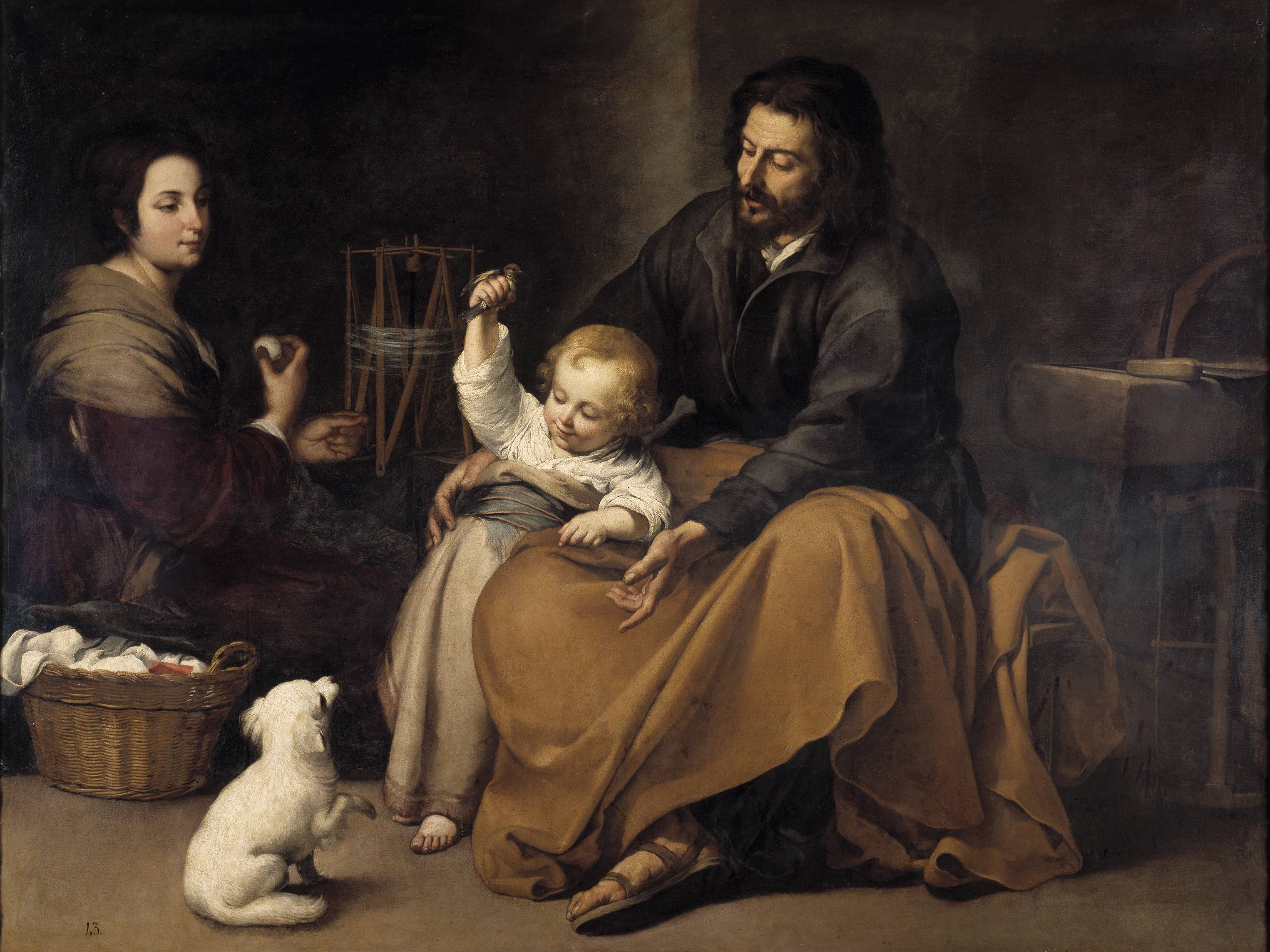
Święta Rodzina z ptaszkiem, Murillo

O Świętej Rodzinie wspomina Ewangelia Mateusza oraz Ewangelia Łukasza. Część badaczy zagadnienia utrzymuje, że biblijne relacje na temat rodziny z Nazaretu są skąpe, podczas gdy inni przedstawiają odmienne zdanie, powołując się na intertekstualność i głęboką metaforyczność poszczególnych perykop.
Józef, Maryja i Jezus jako osoby złączone rodzinną relacją pojawiają się w następujących miejscach Ewangelii synoptycznych:
- Mt 1, 18-26: opisane są tutaj trudności towarzyszące małżeństwu Józefa i Maryi oraz planom wspólnego zamieszkania („wpierw nim zamieszkali razem, znalazła się brzemienną za sprawą Ducha Świętego. Mąż Jej, Józef, który był człowiekiem sprawiedliwym i nie chciał narazić Jej na zniesławienie, zamierzał oddalić Ją potajemnie”), zakończone interwencją anioła („oto anioł Pański ukazał mu się we śnie i rzekł: Józefie, synu Dawida, nie bój się wziąć do siebie Maryi, twej Małżonki”) oraz dziewiczym narodzeniem Jezusa („lecz nie zbliżał się do Niej, aż porodziła Syna, któremu nadał imię Jezus”);
- Mt 2, 1-12: opisuje narodziny Jezusa w Betlejem oraz wizytę mędrców ze Wschodu, którzy zastali Zbawiciela w towarzystwie Jego matki („Weszli do domu i zobaczyli Dziecię z Matką Jego, Maryją”);
- Mt 2, 13-23: opisuje dwa kolejne objawienia, jakich doznał we śnie Józef („oto anioł Pański ukazał się Józefowi we śnie i rzekł: Wstań, weź Dziecię i Jego Matkę”), nakazujące ucieczkę do Egiptu przed zbrodniczymi planami króla Heroda, a następnie powrót z Egiptu do ziemi izraelskiej;
- Łk 2, 1-7: opisuje podróż Józefa i Maryi jako małżonków („Udał się także Józef z Galilei, żeby się dać zapisać z poślubioną sobie Maryją, która była brzemienna”), do Judei, na spis powszechny Augusta; sytuacji tej towarzyszy brak godnego miejsca powicia Jezusa oraz szczegóły dotyczące Jego narodzenia;
- Łk 2, 8-21: opisuje podróż pasterzy do Betlejem, aby zobaczyć nowo narodzonego Mesjasza, któremu nieustannie towarzyszą Józef i Maryja („Udali się też z pośpiechem i znaleźli Maryję, Józefa i Niemowlę, leżące w żłobie”);
- Łk 2, 22-39: opisuje ofiarowanie Jezusa w świątyni, którego dokonali Jego rodzice („gdy Rodzice wnosili Dzieciątko Jezus, aby postąpić z Nim według zwyczaju Prawa”); towarzyszy temu przepowiednia starca Symeona oraz znacząca wizyta prorokini Anny;
- Łk 2, 41-52: opisuje zwyczajowe świętowanie Paschy przez Józefa i Maryję („Rodzice Jego chodzili co roku do Jerozolimy na Święto Paschy”) oraz zagubienie Jezusa w świątyni, kiedy liczył On dwanaście lat; Święci Rodzice znaleźli syna dopiero po trzech dniach, nauczającego starszych; Ewangelia notuje także pouczenie Jezusa o tym, że powinien On być w tym, co należy do Boga Ojca oraz niezrozumienie, z jakim spotkały się te słowa ze strony Józefa i Maryi („Oni jednak nie zrozumieli tego, co im powiedział”); po powrocie do Nazaretu Jezus był posłuszny swoim rodzicom („Potem poszedł z nimi i wrócił do Nazaretu; i był im poddany”).

### Kwestia wieku Józefa i Maryi
Biblijne teksty kanoniczne nie informują, ile lat mieli Maryja i Józef w chwili zawarcia małżeństwa oraz w dniu narodzin Jezusa Chrystusa. Według części apokryfów Bogurodzica była młodą kobietą, podczas gdy jej oblubieniec był już wdowcem (stąd wspomnienie o rodzeństwie Jezusa, zob. Mt 12, 46-47), nadto – człowiekiem w podeszłym wieku. Z biegiem czasu opinia o Józefie ulegała stopniowej zmianie. Od końca XVI wieku objawienia prywatne oraz teologia głosiły, iż cieśla był w dniu zawarcia małżeństwa relatywnie młodym mężczyzną, liczącym około 30 lat. Maryja miałaby mieć wówczas 14 lat. Na poparcie tej tezy podawano szereg argumentów o charakterze biblijnym:
- gdyby ewangeliczny Józef był starym człowiekiem, nie mógłby podjąć się trudu podróży i opieki nad brzemienną Maryją (zob. Łk 2, 1-7); raczej sam stanowiłby dla niej dodatkowe obciążenie;
- jako mężczyzna zniedołężniały, nie mógłby on również wziąć pełnej odpowiedzialności za Maryję i Jezusa w chwili, gdy anioł nakazał im nagłą ucieczkę do Egiptu (zob. Mt 2, 13-15);
- brzemienność Maryi z posuniętym w latach starcem mogłaby budzić pewne podejrzenia społeczności faryzejskiej; obecność Józefa nie gwarantowała w takim wypadku ochrony przed oskarżeniami o cudzołóstwo (zob. Mt 1, 19).

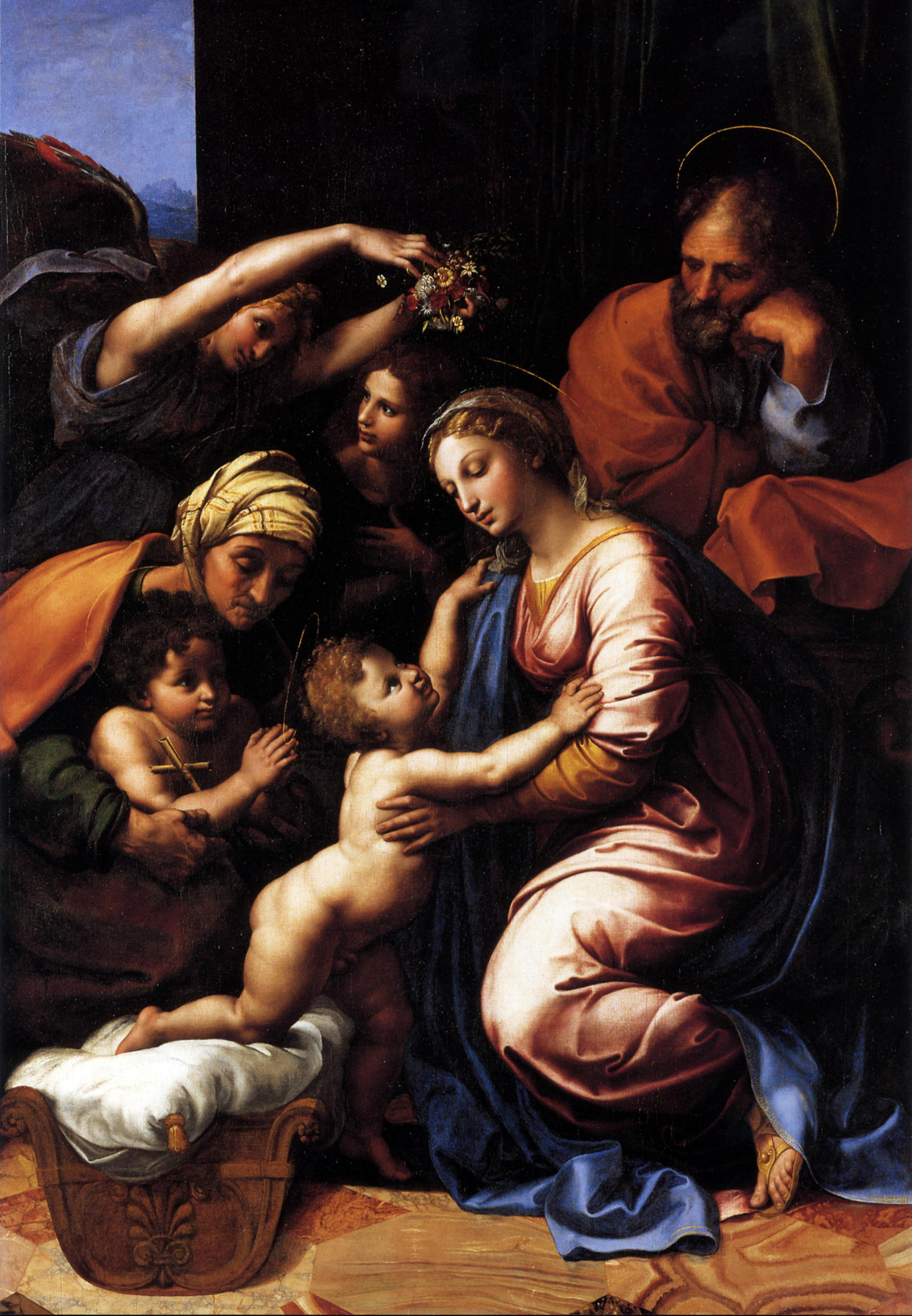
Święta Rodzina na obrazie Rafaela

## W teologii katolickiej
Kościół katolicki już od przełomu IV/V wieku czci Maryję i Józefa jako Oblubieńca i Oblubienicę, Jezusa natomiast jako syna Maryi Dziewicy w sensie duchowym i cielesnym oraz Józefa – w znaczeniu duchowym (tzw. „przybrane ojcostwo Józefa”). Małżeństwo Józefa i Maryi zachowało dozgonną wstrzemięźliwość, ponieważ „kryje w sobie równocześnie tajemnicę doskonałej komunii osób, mężczyzny i niewiasty, w przymierzu małżeńskim, a zarazem tajemnicę owej szczególnej bezżenności dla królestwa Bożego”. Realizowałoby się w nim zarówno powołanie do małżeństwa, jak i do dziewictwa konsekrowanego. Święci Rodzice stali się w ramach tradycji łacińskiej wzorem obu tych sposobów życia. Niektórzy teologowie, jak np. Hans Urs von Balthasar, zwracają uwagę, iż w historii małżeństwa Józefa z Maryją można odnaleźć także nową odsłonę tajemnicy Abrahama i Sary. Inni dostrzegali w obojgu nowych Adama i Ewę, zaś w początku Ewangelii Mateusza swoistą trawestację początku Księgi Rodzaju.

### Znaczenie dziewictwa Świętych Rodziców
Michał Gołębiowski w książce Małżeństwo Józefa i Maryi stwierdza, że dziewictwo Świętych Rodziców zachowywane nawet po narodzeniu Jezusa, wskazuje na przemianę (uduchowienie) relacji między mężczyzną i kobietą, jaka będzie miała miejsce w życiu wiecznym (zob. Mt 22, 30: „W powstaniu z martwych, ani się żenić nie będą, ani za mąż wychodzić, ale będą jak aniołowie w niebie”):

Jan Chryzostom nauczał, że zmartwychwstanie daje nadzieję na to, że i w przyszłym świecie żona będzie mogła „znaleźć się w tym samym (...) ustroniu”, co jej mąż, „i zamieszkać tam na nieskończone wieki, złączona z nim nie tym węzłem małżeńskim, ale innym, znacznie ten przewyższającym. Albowiem małżeństwo jest tylko związkiem ciał, a tam nastąpi złączenie duszy z duszą, o wiele ściślejsze, przewyższające to złączenie pod wszelkimi względami” (Ad viduam iuniorem 37). Tak też Józef, choć zamieszkał z Maryją jako jej oblubieniec, „nie uznał jej” (Mt 1, 25: żył z nią w panieństwie). On „nie złączył się [z nią] cieleśnie, lecz duchowo” (Augustyn, Contra Faustum 23, 8), na kształt przyszłej więzi w Królestwie Bożym. W tej perspektywie dziewictwo Józefa i Maryi nie stanowi deprecjacji płciowości, ale nosi znamiona przyszłości eschatologicznej, w której ludzkie relacje wejdą w nowy, wyższy stan. Innymi słowy: tak literatura patrystyczna, jak i późniejsza myśl kościelna podkreślały, iż małżeństwo, choć samo w sobie czasowe i przemijające, przygotowuje oblubieńców do doskonalszego, dziewiczego zjednoczenia w «obcowaniu świętych». „Tać jest miłość, której żadne nie rozdwajają przypadku, której nie tylko odległość miejsca lub czasu rozłączyć i zniszczyć nie może, lecz nawet sama śmierć nie przecina”, pisał Jan Kasjan, jak gdyby parafrazując słowa 1 Listu do Koryntian: „miłość nigdy nie ginie” (1Kor 13, 8).

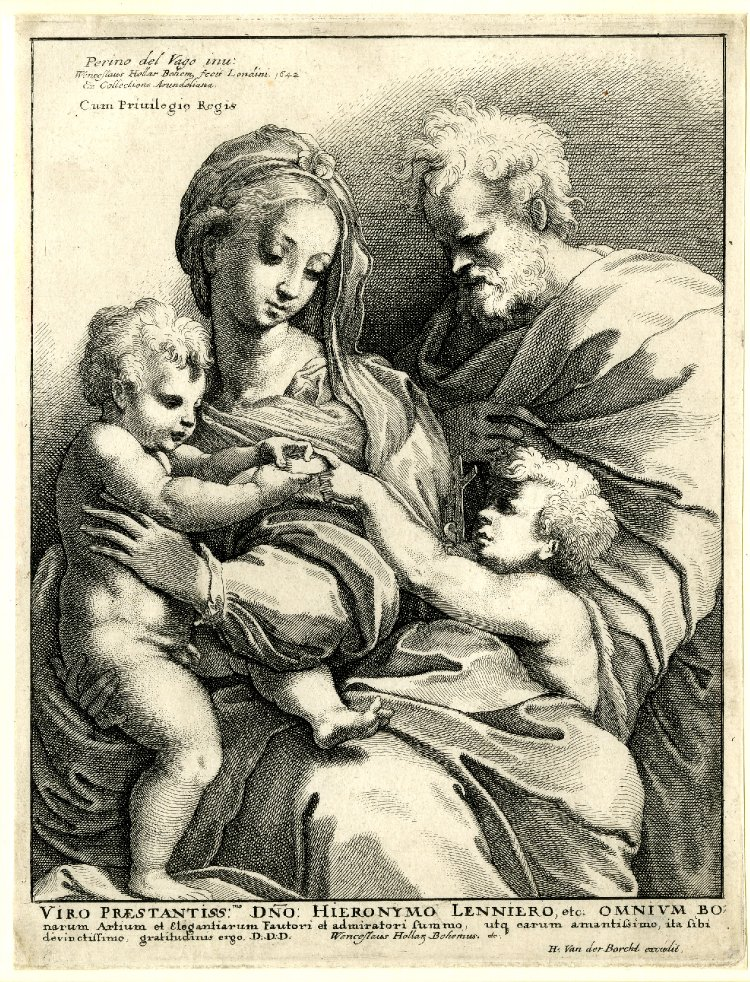
Święta Rodzina na sztychu Wenceslausa Hollara (1642)

Zarazem w tradycji chrześcijańskiej Józef i Maryja, jako małżonkowie zachowujący doskonałą wstrzemięźliwość, wskazywali na ciągłość pomiędzy stworzeniem człowieka mężczyzną i niewiastą, a eschatologicznym upodobnieniem się człowieka do anioła. Ich relacja miała obrazować rozwój ludzkiej miłości, od jedności w ciele, zaplanowanej dla Adama i Ewy już w raju, po przemianę, jaka ma się objawić w niebie:

Koreluje to ze słowami homilii Szymona Starowolskiego, dla którego małżeństwo Józefa i Maryi było „niebieskie nie ziemskie”, a ich wspólna radość była „obrazem szczęśliwości nieodmiennej w krolestwie niebieskim” (...). Małżeństwo jest wedle tej koncepcji ziemskim sposobem realizacji powołania do budowania wspólnoty osób (por. Augustyn, De bono coniugali I, 1), otwartym jednak na rozwój, analogiczny do rozwoju objawienia w Piśmie (por. Jan Chryzostom, Ad viduam iuniorem 37) Toteż „trzeba rozwijać jego pełną dynamikę – pisze Tomáš Špidlík – która biegnie od materii do Ducha (...), od pierwszych jego przejawów u zakochanych, przez życie małżeńskie, aż po dziewictwo, które jest celem eschatologicznym tego dynamizmu”. Jak można było wywnioskować z homilii Szymona Starowolskiego, jedność Józefa i Maryi stanowi obraz tego finalnego etapu relacji pomiędzy kobietą i mężczyzną, poddanej już odtąd całkowicie „prawom aniołów”.

Ujęcie małżeństwa Józefa i Maryi w perspektywie eschatologicznej dowodzi, że w tradycji katolickiej Święta Rodzina stanowiła niejednokrotnie unaocznienie, ikonę i konkretyzację wczesnochrześcijańskiej nauki o dziewictwie jako antycypacji życia w ciele zmartwychwstałym.

### Święta Rodzina w parenetyce katolickiej
Kościół katolicki w swojej myśli moralnej i parenetycznej naucza, iż Świętą Rodzinę można poznawać jako obiekt kultu i powinno się ją naśladować poprzez jej cnoty, takie jak: niezłomna wiara i nadzieja, doskonała miłość rodzicielska i małżeńska („dla Kościoła równie ważne jest wyznawanie dziewiczego poczęcia Jezusa, jak i obrona małżeństwa Maryi z Józefem”), całkowite posłuszeństwo Bogu, cierpliwość i zaufanie Bożej Opatrzności, wypełnianie przepisów Prawa, ubóstwo traktowane jako zapowiedź kenozy, pracowitość, gościnność. Wszystko to sprawia, że Józef i Maryja postawieni zostali jako wzór życia chrześcijańskiego.
Pomiędzy XVI i XVII wiekiem w kaznodziejstwie katolickim pojawiły się wypowiedzi, utrzymujące iż Józef był pod względem moralnym i duchowym najdoskonalszym człowiekiem spośród urodzonych w grzechu, ustępował jedynie bezgrzesznemu Jezusowi i Niepokalanej Maryi. Uzdolniły go do tego przede wszystkim próby, jakie zesłał na niego Bóg dla jego uświęcenia (dzięki nim określony został jako „mąż sprawiedliwy”, zob. Mt 1, 19, por. Rdz 15, 6), nieustanna bliskość Jezusa jako przybranego syna oraz przepływ łask z Maryi, jako kobiety „łaski pełnej” (Łk 1, 28: plena gratia). Teologowie na podstawie lektury Syr 13, 15 („Każda istota żyjąca lubi podobną do siebie, a każdy człowiek tego, kto jest mu równy”) oraz 1Kor 7, 14 („Uświęca się bowiem mąż [...] dzięki swej żonie”), wnioskowali również, że Józefa uświęcało pełne miłości małżeństwo z Bogurodzicą; był jedynym człowiekiem, który okazał się w oczach Boga godny i odpowiedni do otoczenia opieką Jego Syna oraz Maryję. Jednocześnie literatura kościelna podkreśla fakt, iż Święta Rodzina prowadziła życie skromne, ukryte przed światem. Była również prześladowana przez Heroda, co — zdaniem Franciszka Salezego — stanowiło dla Józefa próbę wiary i cierpliwości: „uważyć trzeba wielkie uspokojenie i jednostajność umysłu Najświętszej Panny i Iozepha S[więtego] w ich stateczności, między tak wielką różnych przypadków odmianą ktore ich potkały”. Na jej przykładzie mogą oprzeć się chrześcijanie, którzy przechodzą przez różne życiowe trudności. Dlatego też Święta Rodzina stanowi pocieszenie w smutku oraz inspiruje do nadziei i wiary w Bożą opiekę (por. Jk 1, 2-3: „Za pełną radość poczytujcie to sobie, bracia moi, ilekroć spadają na was różne doświadczenia. Wiedzcie, że to, co wystawia waszą wiarę na próbę, rodzi wytrwałość”).
Święta Rodzina jest także uznawana za ikonę Trójcy Świętej, gdyż przybliża ją „poprzez wymiar relacji międzyosobowych opartych na miłości, wierności Bogu, wzajemnym zjednoczeniu”. Jan Paweł II w liście apostolskim „Mulieris Dignitatem”, stwierdził: „Być osobą na obraz i podobieństwo Boga — oznacza także bytować w relacji, w odniesieniu do drugiego «ja». Przygotowuje to ostateczne samoobjawienie się Boga Trójjedynego: jedności żyjącej w komunii Ojca, Syna i Ducha Świętego”.

## Problematyka rodzeństwa Jezusa
Niektóre wyznania protestanckie twierdzą, że Jezus miał rodzeństwo i nie był jedynym dzieckiem Maryi. Na poparcie tej tezy przytaczają słowa z Ewangelii według Mateusza: Gdy jeszcze przemawiał do tłumów, oto Jego Matka i bracia stanęli na dworze i chcieli z Nim mówić. Ktoś rzekł do Niego: «Oto Twoja Matka i Twoi bracia stoją na dworze i chcą mówić z Tobą» (Mt 12,46-47) oraz: Czyż nie jest On synem cieśli? Czy Jego Matce nie jest na imię Mariam, a Jego braciom Jakub, Józef, Szymon i Juda? Także Jego siostry czy nie żyją wszystkie u nas? Skądże więc ma to wszystko?» (Mt 13,55-56, te same słowa pojawiają się w Ewangelii Marka 6,3).
Natomiast teologia katolicka podkreśla, że zachodzi tu błędne rozumienie słowa „brat”, które w językach zachodnich oznacza z zasady braci rodzonych. Tymczasem po hebrajsku słowo „brat” obejmuje także dalszych krewnych (por. np. Rdz 13,8; 14,14; 24,27; 29,12). Podobnie było w greckojęzycznym judaizmie oraz w używanym w czasach Jezusa przez Żydów języku aramejskim. Tę specyfikę językową może nam pomóc zrozumieć fakt, że również po polsku „bratem” (ciotecznym, wujecznym, stryjecznym) można nazwać kuzyna.
Inne wyjaśnienie tych słów mówi, że bracia i siostry Jezusa byli dziećmi Józefa z pierwszego małżeństwa, który w czasie, kiedy pojął za żonę Marię, był wdowcem.
Gdyby Jezus miał braci, nie miałoby też uzasadnienia powierzenie swojej Matki przez Jezusa wiszącego na krzyżu uczniowi, który przejął opiekę nad nią, poprzez wypowiedzenie formuły adopcyjnej: "Oto syn twój", "Oto Matka twoja" (J 19,26-27).